# Monasterio de Bieti
El monasterio de Bieti (en georgiano: ბიეთის მონასტერი) es un monasterio ortodoxo georgiano medieval en ruinas, localizado en la histórica región de Shida Kartli, cerca del pueblo de Bieti en el actual territorio en disputa de Osetia del Sur. La iglesia está inscrita en la lista de Monumentos culturales de Georgia. Existe otra iglesia georgiana medieval conocida como Bieti situada en Samtsje-Yavajeti en el sur de Georgia.

## Ubicación
El monasterio se encuentra en un acantilado boscoso en el valle superior de Mejuda, un afluente del Gran Liakhvi. Basándose en sus características arquitectónicas y paleografía de la inscripción de la iglesia, el edificio ha sido datado en el siglo IX. En la literatura histórica, el príncipe Vakhushti lo mencionó por primera vez en su Descripción de 1745 del Reino de Georgia como un monasterio en funcionamiento con un abad residente.

## Diseño
El monasterio tiene un diseño de iglesia de salón, con un ábside. Fue construido con piedra caliza y adoquines y revestido con losas de arenisca. La parte norte de la iglesia está cortada en dos niveles en la roca adyacente. Un anexo largo, estrecho y actualmente dañado al sur es contemporáneo de la iglesia, mientras que un amplio salón en el extremo sur es una construcción medieval tardía. Cerca están las celdas de los monjes y un refectorio. La fachada oriental tenía una inscripción en la escritura georgiana medieval asomtavruli, que conmemoraba a Ioane, hijo de Bakur Qanchaeli, "el señor y patrón de esta santa iglesia". Otra inscripción, grabada en una pequeña piedra adyacente a la cruz tallada, menciona a Vache y Beshken, probablemente miembros de la misma familia Qanchaeli. Ambas inscripciones fueron, en 1912, llevadas a Tiflis, donde se conservan en el Museo Nacional de Georgia.